# Centre d'études sur l'actuel et le quotidien
 (août 2024).
 (août 2024).
Le Centre d’études sur l’actuel et le quotidien (CEAQ) est une équipe d'accueil (laboratoire junior, non validé par le CNRS) de l'université Paris Descartes (faculté des sciences humaines et sociales). Il a été fondé en 1982 par Michel Maffesoli et Georges Balandier, professeurs à cette université. Ce laboratoire s’intéresse principalement aux nouvelles formes de socialité et à l'imaginaire sous ses formes multiples. Deux revues (Sociétés et les Cahiers de l'imaginaire) ainsi que des colloques réguliers permettent de rendre public le travail de ce centre de recherche.

## Thèmes d'étude
Le CEAQ développe des recherches autour de trois thèmes centraux :
- La vie quotidienne. Après le constat d'une certaine « saturation » des cultures téléologiques fondées sur les temporalités du futur et sur le "report de jouissance" évoqué par Sigmund Freud, émergent aujourd'hui des phénomènes que Michel Maffesoli a nommé, dans Sociologie de la vie quotidienne (1979), la « Conquête du Présent ». Ce glissement se manifeste notamment dans les nouvelles formes de subversions et de contestations. Les « micro-événements », la consommation, les cultures festives et « présentéistes », le « localisme » et les territoires de proximité semblent agréger les jeunes générations, alors que les générations précédentes se sont structurées autour de l'idée du Progrès et d'une temporalité de l'après et du lointain. M. Maffesoli constate ainsi une transformation de l'idée même d'utopie qui s'inverse en ce qu'il appelle « les utopies interstitielles », plus concrètes, plus proches, et donc plus facilement et sensiblement réalisables. Ces espaces, proches en un sens des junk spaces de l'architecte Rem Koolhaas, semblent ne pas distinguer le politique de la vie quotidienne, ou plutôt, semblent rapatrier le politique en deçà de la conception développée dans les acceptions modernes.

Cette thématique de recherche a donné lieu à plusieurs thèses et recherches, notamment à l'étranger. Souvent méconnues en France, ces pistes de réflexion rencontrent un écho plus important dans plusieurs pays émergents, tels que le Brésil ou la Corée, où la dimension ludique du lien social occupe une place plus centrale dans la réflexion académique.
- Les cultures festives et dionysiaques. Si la méfiance du corps a teinté notre culture occidentale jusque très récemment, il faut constater aujourd'hui que le corps redevient une surface sociale d'importance. Sous ses différents aspects, et dans une dynamique de mise en collectif, différents phénomènes (sport, sexualité, douleur, parures, modifications, scarifications, danse, tourisme, soin et cosmétologie, gastronomie, etc.) constituent autant de lieux d'expression de la culture contemporaine. Des recherches ont notamment été menées au Ceaq sur les effervescences musicales (cultures techno, musique métal, musiques brésiliennes, etc.), sur la dimension relationnelle des pratiques corporelles personnelles dans une perspective sociologique.
- L'imaginaire. Les travaux du Ceaq portent sur l'exaltation des lieux mythiques, la multiplication des expériences festives, les parcours initiatiques[1]. L'imaginaire ne s'oppose pas ici au réel, mais il permet à la fois la médiation de la personne par rapport au monde existant, et favorise le lien social. C'est parce que les groupes partagent la même vision du monde, qu'ils se comprennent, et « font culture ». Au croisement d'une tradition de l'étude de l'imaginaire, où figure Gilbert Durand, et d'un réseau de laboratoire de recherches orientés sur cette question (le Centre de Recherches sur l'Imaginaire), le Ceaq a développé cette thématique en proposant de penser rationnellement les aspects non rationnels de l'esprit humain.

## Les groupes de recherche du CEAQ
- GEDEVILS — Groupe d'Étude sur les DEviances, les VIolences, les Libertés et la Sécurité
- GEMMI — Groupe d'Étude sur le Mythe et le Monde Imaginal
- GEMODE — Groupe d'Étude sur la Mode
- GESCOP — Groupe d'Étude des Sociologies Compréhensives et Phénoménologiques
- GRACE — Groupe de Recherche sur l'Anthropologie du Corps et ses Enjeux
- GREMES — Groupe de Recherche et d'Étude sur la Musique et la Socialité
- GRETECH — Groupe de Recherche sur la Technique et le Quotidien
- GRES — Groupe de Recherche sur l'Espace et la Socialité
- GRIS — Groupe de Recherche sur l'Image en Sociologie
- SFB — Séminaire Franco-Brésilien